# La Forêt-Sainte-Croix
La Forêt-Sainte-Croix település Franciaországban, Essonne megyében. Lakosainak száma 153 fő (2022. január 1.). La Forêt-Sainte-Croix Morigny-Champigny, Bois-Herpin, Boissy-la-Rivière, Étampes, Marolles-en-Beauce és Puiselet-le-Marais községekkel határos.

## Népesség
A település népességének változása:
| Lakosok száma | 161  | 163  | 164  | 162  | 162  | 161  | 163  | 158  | 153  |
|               | 2013 | 2015 | 2016 | 2017 | 2018 | 2019 | 2020 | 2021 | 2022 |